# Beleg (Mokra gora)
Beleg (alb. Maja Beleg; cg. i srp. Белег) je planinski vrh na Kosovu, na granici sa Srbijom, u blizini tromeđe Srbije, Kosova i Crne Gore. Doseže visinu od 2,142 m. To je drugi najviši vrh Mokre gore u Prokletijama nakon Pogleda sa 2,156 m. Beleg se nalazi nekoliko kilometara sjeverozapadno od grada Istok na Kosovu.

## Vanjske poveznice
|  | Zajednički poslužitelj ima još gradiva o temi Beleg (Mokra gora) |